# Monsieur R
Monsieur R, de son vrai nom Richard Makela, est un rappeur et auteur-compositeur belge d'origine kino-congolaise, né le 25 septembre 1975 à Etterbeek (Belgique).

## Biographie
Les parents de Richard Makela, originaires de la république démocratique du Congo, emménagent en France en Seine-Saint-Denis en 1989. Sa mère décède deux ans après son arrivée en France en 1991. Le rappeur partira plus tard s'installer en Seine-et-Marne à Combs-la-Ville,,,.
Monsieur R commence sa carrière dans le groupe les 3 coups, faisant partie du collectif Ménage à 3 (Ma3)[source secondaire souhaitée] avec qui il sort le maxi Check La Devise en 1995[pertinence contestée].
Il commence sa carrière solo en 1997, avec Au Commencement suivi de deux autres albums (Mission' R (1999) et ANTICONstitutionnellement (2000)). En 1998, il produit une compilation contre l'extrême droite, appelée Sachons Dire Non[source secondaire souhaitée].
Il est finalement connu à l'étranger[source secondaire souhaitée] pour son album Politikment Incorrekt (2004), avec des contributions de rappeurs américains[source secondaire souhaitée] et français comme Ol' Dirty Bastard, Mobb Deep, Prodigy, KRS-1, Rockin' Squat ou encore Akon. 
En 2005, il est accusé par les députés UMP François Grosdidier et Daniel Mach d'incitation à la haine contre les français, pour son titre FranSSe, qui portent plainte contre lui. Mais, il est finalement relaxé.
Depuis quelques années il participe à l'élaboration de films documentaire notamment au Brésil avec "Planeta Ginga"[réf. nécessaire].

## Discographie

### Compilations
- 1998 : Sachons dire non
- 2001 : Sachons dire non 2
- 2002 : Sachons dire non[pas clair]